# Poskrzypka czternastokropkowa
Poskrzypka czternastokropkowa (Crioceris quatuordecimpunctata) – gatunek chrząszcza z rodziny stonkowatych i podrodziny poskrzypek. Zamieszkuje palearktyczną Eurazję.

## Taksonomia
Gatunek ten opisany został po raz pierwszy w 1763 roku przez Giovanniego Antonia Scopoliego pod nazwą Attelabus quatuordecimpunctatus.

## Morfologia
Chrząszcz o ciele długości od 5 do 5,5 mm. Głowa jest czerwona z czarnymi czułkami i zazwyczaj z czarną plamką na środku równomiernie wypukłego ciemienia. Przewężenie za oczami jest zaznaczone po bokach, ale nie tworzy bruzdy od strony grzbietowej. Przedplecze jest czerwone z pięcioma czarnymi plamkami. Tarczka ma czarne ubarwienie. Długość pokryw jest mniejsza niż dwukrotność ich szerokości w barkach. Barwa pokryw jest ciemnopomarańczowa do czerwonej, typowo z siedmioma parami czarnych plamek, które jednak mogą zanikać lub zlewać się ze sobą; bardzo rzadko występuje czarny pasek wzdłuż szwu. Spód ciała jest czerwony z czarnymi bocznymi częściami zapiersia i początkowych sternitów odwłoka. Kolor odnóży jest czarny z czerwonymi środkowymi częściami ud.

## Ekologia i występowanie

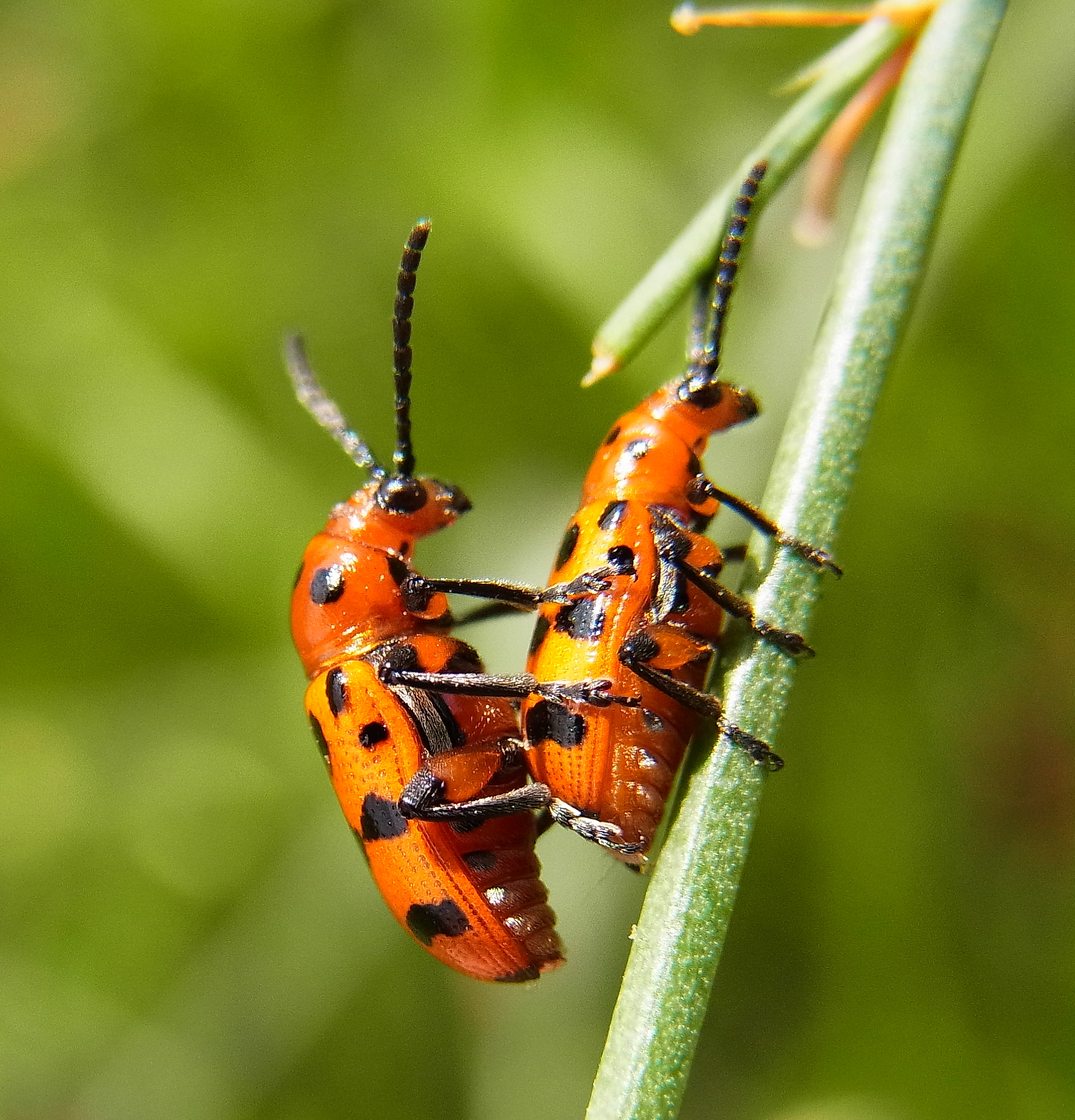
Kopulująca parka

Owad ten zasiedla głównie stanowiska kserotermiczne. Zarówno larwy, jak i osobniki dorosłe żerują na szparagu lekarskim. Postacie dorosłe obserwuje się od maja do sierpnia.
Gatunek palearktyczny. W Europie znany jest z Francji, Belgii, Niemiec, Szwajcarii, Austrii, Polski, Czech, Słowacji, Węgier, Białorusi, Ukrainy, Mołdawii, Rumunii, Bułgarii, Słowenii, Chorwacji, Bośni i Hercegowiny, Albanii, Grecji oraz europejskiej części Rosji. W Azji podawany jest z syberyjskiej i dalekowschodniej części Rosji, Kazachstanu, Chin, Korei, Japonii i Tajwanu. W Polsce znajdywany jest sporadycznie, znany z nielicznych, rozproszonych stanowisk.